# فرودگاه گلفو دی موروسکیلو
فرودگاه گلفو دی موروسکیلو (به انگلیسی: Golfo de Morrosquillo Airport) (به زبان بومی: Aeropuerto Golfo de Morrosquillo) یک فرودگاه همگانی با کد یاتا TLU است . این فرودگاه در کشور کلمبیا قرار دارد و در ارتفاع ۴ متری از سطح دریا واقع شده‌است.

## شرکت‌های هواپیمایی و مقصدهای پروازی
| شرکت‌های هواپیمایی                                  | مقصدهای پروازی                                                         |
| -------------------------------------------------- | ---------------------------------------------------------------------- |
| Air Dolphin                                        | Hateruma, Naha, Tarama                                                 |
| آل نیپون ایرویز اجرا توسط Air Nippon               | Naha                                                                   |
| خطوط هوایی ژاپن اجرا توسط ژاپن ترانس‌اوشن ایر       | Chubu-Centrair, Osaka-Kansai, Miyakojima, Naha, Tokyo-Haneda, Yonaguni |
| Japan Transocean Air اجرا توسط Ryukyu Air Commuter | Miyako, Yonaguni                                                       |
| مندرین ایرلاینز                                    | Seasonal Charters: Taipei-Taoyuan                                      |
| ترنس‌آسیا ایرویز                                    | Charters: Hualien                                                      |